# Centre d'étude sur l'évaluation de la protection dans le domaine nucléaire
Le Centre d'étude sur l'évaluation de la protection dans le domaine nucléaire (CEPN - http://www.cepn.asso.fr/) est une association à but non lucratif (loi de 1901) qui réalise des études et des recherches sur le risque radiologique et la radioprotection. L’Association CEPN a été fondée en 1976 par le Commissariat à l'énergie atomique et Électricité de France rejoints ensuite par la COGEMA et l'IRSN. 
Le directeur du CEPN est Thierry Schneider. 

## Membres actuels
Les membres actuels de l’Association sont au nombre de trois : 
- Électricité de France (EDF),
- l’Institut de radioprotection et de sûreté nucléaire (IRSN),
- le Commissariat à l'énergie atomique et aux énergies alternatives (CEA)

## Conseil d'Administration (au 23 juin 2023)
| Nom          | Fonction       | Société |
| ------------ | -------------- | ------- |
| B. Le Guen   | Président      | EDF     |
| P. Yvon      | Vice-Président | CEA     |
| P. Deschamps | Secrétaire     | IRSN    |
| E. Grudé     | Trésorier      | EDF     |
| J.-C. Gariel | -              | IRSN    |
| O.Garrigues  | -              | EDF     |
| C. Laugier   | -              | EDF     |

## Conseil Scientifique (au 23 juin 2023)
| Nom              | Organisme                                     |
| ---------------- | --------------------------------------------- |
| E. Gallego       | Président, Université Polytechnique de Madrid |
| S. Baechler      | Office Fédérale de la Santé Publique, Suisse  |
| S. Bohand        | ORANO Mining                                  |
| D. Champion      | EDF                                           |
| S. Crombez       | ANDRA                                         |
| D. Gay           | IRSN                                          |
| R. Gschwind      | Université de Bourgogne-Franche-Comté         |
| A. Ratsirahonana | CEA                                           |
| T. Sarrazin      | SFRP                                          |
| K. Tack          | ASN                                           |

## Financement
cf. http://www.cepn.asso.fr/